# Late Night with the Devil
Late Night with the Devil (bra: Entrevista com o Demônio; prt: Conversas com o Diabo) é um filme found footage australiano-emiradense de 2023, do gênero terror sobrenatural, dirigido e escrito pelos irmãos Colin e Cameron Cairnes, estrelado por David Dastmalchian, e coestrelado por Laura Gordon, Ian Bliss, Fayssal Bazzi, Ingrid Torelli, Rhys Auteri, Georgina Haig e Josh Quong Tart.
A trama retrata a história de um apresentador que convida uma garota supostamente possuída para seu programa de variedades e talk show na tentativa de aumentar sua audiência.
A estreia mundial de "Late Night with the Devil" aconteceu no South by Southwest (SXSW) em 10 de março de 2023. O filme recebeu aclamação da crítica especializada, recebendo elogios por suas atuações, design de produção e aspectos técnicos, embora a utilização da arte de inteligência artificial em três imagens estáticas presentes no filme tenha sido recebida negativamente.
No Brasil, a produção foi lançada nos cinemas em 22 de agosto de 2024, pela Diamond Films, antes de ser lançada diretamente na Netflix em 4 de outubro de 2024. Em Portugal, o filme está programado para ser distribuído nos cinemas em 7 de novembro de 2024.

## Enredo
Um documentário investiga um evento inexplicável ocorrido na noite do Dia das Bruxas de 1977, durante a transmissão ao vivo de um episódio da sexta temporada de "Corujões com Jack Delroy", um popular programa de variedades e talk show, que disputava audiência com o "Tonight Show com Johnny Carson".
Através de suas conexões com celebridades, o apresentador Jack Delroy (David Dastmalchian), residente de Nova Iorque, frequenta o "Bohemiam Grove", um exclusivo acampamento na Califórnia para homens ricos e influentes. Após a morte de sua esposa Madeleine (Georgina Haig), vítima de câncer, a produção do programa é interrompida. Jack, no entanto, retorna e, para tentar recuperar a audiência, decide fazer um episódio especial de Dia das Bruxas com tema ocultista. Os convidados incluem Christou (Fayssal Bazzi), um médium autoproclamado; Carmichael Haig (Ian Bliss), um cético e ex-mágico; June Ross-Mitchell (Laura Gordon), parapsicóloga e autora, que apresenta Lilly D'Abo (Ingrid Torelli), uma garota de 13 anos que é objeto de estudo de seu novo livro e que, segundo June, está possuída por um espírito demoníaco.
Durante a transmissão, Christou tem uma premonição sobre alguém chamada "Minnie", que Jack revela ser seu apelido particular para Madeleine. Em seguida, Christou adoece, vomita um líquido negro e é levado às pressas para o hospital. No segmento seguinte, June apresenta Lilly, a única sobrevivente de um suicídio coletivo perpetrado por uma igreja satânica e seu líder, Szandor D'Abo (Steve Mouzakis), que adorava Abraxas. Jack convence Lilly a conjurar o demônio que reside dentro dela, que ela chama de "Sr. Sinuoso". Durante um intervalo comercial, a equipe informa Jack que Christou faleceu na ambulância, vítima de uma hemorragia.
Ao longo da invocação, conduzida por June, Lilly se torna possuída e levita em sua cadeira. O demônio menciona ter encontrado Jack anteriormente "sob as árvores altas", além de revelar que Jack e June estariam romanticamente envolvidos e sugerir que Jack queria sua esposa "fora do caminho". A possessão de Lilly, então, termina, e o programa prossegue.
Carmichael desafia June ao submeter o assistente de Jack, Gus McConnell (Rhys Auteri), a uma demonstração de hipnose, fazendo com que quase todos no estúdio vejam vermes saindo de seu corpo. Quando a equipe de produção retrocede a gravação, fica comprovado que a demonstração foi apenas uma alucinação em massa, vivida pela maioria dos presentes. No entanto, os fenômenos sobrenaturais que ocorreram durante a invocação de June permanecem inalterados na reprodução da gravação. Jack fica horrorizado ao notar o fantasma de Madeleine atrás dele nas imagens, mas Carmichael o acusa de ter orquestrado os eventos. Lilly é possuída novamente; sua cabeça se abre e começa a brilhar ao sair jatos de raios, feixes de luz e eletricidade de dentro. Ela mata brutalmente Gus, June e Carmichael, e Jack é subitamente transportado para uma versão distorcida e aterrorizante de seu programa.
Ele revive momentos do passado do programa, até que é revelado que ele realmente tinha uma conexão com o demônio que possui Lilly; ele o encontrou durante uma cerimônia no "Grove", onde fez um pacto com o Diabo ao sacrificar a alma de sua esposa em troca de fama e do sucesso televisivo dos "Corujões". Assim, ele foi o responsável pelo câncer de Madeleine. O fantasma de Madeleine implora a Jack que acabe com seu sofrimento, pois o câncer a está causando intensa dor. Usando a adaga Athame, originalmente utilizada no ritual do antigo culto satânico de Lilly, ele a apunhala até a morte.
De repente, a cena retorna ao estúdio, onde Jack sai de sua alucinação e recupera a consciência. Horrorizado, ele percebe que, na verdade, apunhalou Lilly – e não sua esposa – ao vivo na televisão. Jack fica paralisado, em pé sobre os corpos de seus convidados mortos, enquanto sirenes de polícia se aproximam à distância.

## Elenco
- David Dastmalchian como Jack Delroy
- Laura Gordon como Dra. June Ross-Mitchell
- Ian Bliss como Carmichael Haig[a]
- Fayssal Bazzi como Christou
- Ingrid Torelli como Lilly D'Abo
- Rhys Auteri como Gus McConnell
- Georgina Haig como Madeleine Delroy
- Josh Quong Tart como Leo Fiske, o produtor
- Nicole Chapman como Cleo James, uma musicista
- Steve Mouzakis como Szandor D'Abo
- Paula Arundell como Diane
- Christopher Kirby como Phil
- John O'May como Walker Bedford
- Michael Ironside como Narrador

## Produção

### Desenvolvimento
A produção do filme foi anunciado em 13 de fevereiro de 2022, com o estúdio emiradense Image Nation e o selo estadunidense Spooky Pictures envolvidos. Descrevendo sua decisão de basear a história em torno de um talk show noturno, a dupla de roteiristas e diretores Colin e Cameron Cairnes afirmou: "Nos anos 70 e 80, havia algo ligeiramente perigoso na televisão noturna. Os programas de entrevistas, em particular, eram uma janela para um mundo adulto estranho. Pensamos que combinar essa atmosfera carregada e ao vivo com o sobrenatural poderia proporcionar uma experiência cinematográfica única e assustadora".

### Escolha de elenco
Os irmãos Cairnes ofereceram o papel de Jack Delroy para David Dastmalchian depois de ler um artigo que Dastmalchian escreveu para a revista Fangoria sobre apresentadores regionais de terror na televisão. Dastmalchian aceitou o papel depois de receber um livro de imagens que simulava uma revista dos anos 1970, junto com o roteiro do filme. O anúncio da escalação de Dastmalchian foi feito em 24 de junho de 2022.

### Filmagens
As filmagens aconteceram em Melbourne, na Austrália. A produção utilizou efeitos especiais práticos, incluindo teatro de fantoches, juntamente com efeitos visuais digitais. O filme também utiliza arte de inteligência artificial, embora os diretores tenham afirmado que apenas "três imagens" foram geradas pelo método.

## Lançamento
O filme teve sua estreia mundial no South by Southwest (SXSW) em 10 de março de 2023, em Austin, Texas, onde foi apresentado na seção Midnighters do festival. A produção foi exibida no Festival de Cinema de Sydney nos dias 9, 11 e 15 de junho de 2023.
Em outubro de 2023, as produtoras IFC Films e Shudder adquiriram os direitos de distribuição do filme nos cinemas da América do Norte, Reino Unido e Irlanda.
Nos Estados Unidos, o filme foi distribuído nos cinemas com um lançamento limitado em 22 de março de 2024, antes de ser disponibilizado exclusivamente na plataforma Shudder para streaming e vídeo sob demanda em 19 de abril de 2024. Na Austrália, o filme foi lançado nos cinemas em 11 de abril de 2024. No Brasil, a produção foi lançada nos cinemas em 22 de agosto de 2024, pela Diamond Films, antes de ser lançada diretamente na Netflix em 4 de outubro de 2024. Em Portugal, o filme está programado para ser distribuído em 7 de novembro de 2024.

## Recepção
O autor Stephen King recebeu uma cópia antecipada do filme e declarou: "É absolutamente brilhante. Eu não conseguia tirar os olhos. Os resultados podem variar, como dizem, mas recomendo que você assista quando puder".
Dennis Harvey, para a revista Variety, elogiou o design de produção e os aspectos técnicos do filme, assim como as performances do elenco, e escreveu que a "mistura de traços marcantes do cenário showbiz da década de 70 e os acontecimentos demoníacos ao estilo de O Exorcista é distinta, além de ser habilmente conduzida pelos irmãos Cairnes, tanto como escritores quanto diretores". Brian Tallerico, escrevendo para o RogerEbert.com, elogiou o filme como inventivo e seu uso do formato found footage como inteligente, e destacou a "atuação fenomenalmente comprometida de Dastmalchian ... realmente mantendo o filme unido enquanto ele encontra o tom certo entre o arrogante e o simpático que dominava tanto a cultura dos anos 70".
Meagan Navarro, para o Bloody Disgusting, deu ao filme uma pontuação de 3,5/5, criticando o ritmo acelerado da história, mas escrevendo que "a engenhosidade, a recriação meticulosa do período, uma performance envolvente de Dastmalchian e um final espetacular fazem deste um evento de Halloween que você não vai querer perder". Trace Sauveur, para o jornal The Austin Chronicle, também elogiou a performance de Dastmalchian e chamou o filme de "totalmente inovador, mas o comprometimento sincero com o conceito é o que realmente faz isso funcionar". Sauveur acrescenta que, apesar de achar que a conclusão do filme deixou a desejar, "Late Night with the Devil consegue extrair muitas ideias eficazes e divertidas de sua premissa, e funciona como um exame potente do preço do sucesso".
Mark Kermode, em seu programa de rádio "Kermode and Mayo's Take", chamou-o de "realmente divertido", acrescentando que sentiu que a produção havia sido influenciada por "Ghostwatch" (1992), um telefilme de terror sobrenatural britânico. Wendy Ide, para o jornal The Guardian, deu ao filme uma pontuação de 4/5 estrelas, elogiando sua sátira e elementos cômicos, chamando-o de "inteligente, cínico e às vezes diabolicamente engraçado, o filme traz uma faísca disruptiva ao gênero de possessão demoníaca".
John Lui, para o The Straits Times, deu ao filme 4/5 estrelas e escreveu: "Comédia, terror e homenagem se unem com estilo nesta obra extremamente agradável". Ele também informou que Colin Cairnes trabalhava e morava em Singapura, onde dirigiu diversos episódios dos seriados locais "Under One Roof" (1995–2003), "Brand New Towkay" (2001–02) e "Phua Chu Kang Pte Ltd" (1997–2007).
Tay Yek Keak, para a revista 8days, deu ao filme 3,5/5 estrelas ao filme, mencionando também o trabalho de Colin em "Under One Roof" e "Phua Chu Kang Pte Ltd", e questionando: "Esses caras australianos também podem transformar Phua Chu Kang em um filme de terror realmente arrebatador?"
No site agregador de críticas Rotten Tomatoes, 97% das 229 avaliações dos críticos são positivas, com uma classificação média de 7,8/10. O consenso do site afirma: "Deliciosamente sombrio, Late Night with the Devil demonstra que o terror de possessão não está ultrapassado – e serve como uma excelente vitrine para David Dastmalchian". O Metacritic, que usa uma média ponderada, atribuiu ao filme uma pontuação de 72 em 100, baseado em 22 críticos, indicando críticas "geralmente favoráveis".

### Uso de inteligência artificial
Na semana que antecedeu o lançamento do filme, alguns críticos notaram o uso de arte de inteligência artificial em diversas cenas, ausente na versão exibida no SXSW, e pediram um boicote ao filme. Em resposta à controvérsia, os diretores Colin e Cameron Cairnes explicaram: "Em conjunto com nossa incrível equipe de gráficos e design de produção, todos os quais trabalharam incansavelmente para dar a este filme a estética dos anos 70 que sempre imaginamos, experimentamos IA em três imagens estáticas que editamos posteriormente e que, por fim, aparecem como intersticiais muito breves no filme". O astro David Dastmalchian acrescentou: "Acho que [Cameron e Colin] disseram muito bem, e apoio totalmente este filme como uma obra completamente original em que tantas, muitas horas foram dedicadas a este incrível trabalho artístico para ambientá-lo neste mundo. Então é uma boa conversa para se ter. É uma conversa importante. Temos que tê-la".

### Bilheteria
De acordo com os registros da IFC Films, o films arrecadou US$ 10.001.000 nacionalmente e US$ 5.452.763 no exterior, totalizando US$ 15.453.763 mundialmente.
Na América do Norte, o filme estreou em 22 de março de 2024 em 1.034 cinemas, e arrecadou US$ 2,8 milhões nos primeiros três dias, o melhor fim de semana de estreia para um lançamento da IFC Films; além disso, o filme arrecadou o valor bruto estimado de US$ 666.666 em seu terceiro dia. Expandindo sua distribuição para 1.442 cinemas no fim de semana seguinte, o filme arrecadou US$ 2,2 milhões, terminando em sétimo lugar nas bilheterias.